# Copenhagen Art Ensemble
Copenhagen Art Ensemble eller CAE er et dansk jazzorkester, der blev oprettet i 1995. Orkesteret har sit udspring i jazztraditionen, men valgte at krydse grænser fra den første koncert. Under ledelse af Ture Larsen og Lotte Anker har CAE lavet koncerter som:
- CAE og John Thichai
- CAE og Tim Berne
- CAE og Radiojazzgruppen (1964-1985)
- CAE og Nordic Experience
- CAE og Cubansk BATA tradition
- CAE og Zapolski-Kvartetten
- CAE og Purple Spaze
- CAE og Surround Sound (8 speaker set-up)
- CAE og Performance (Up Against the Wall)
- CAE og LydSky (Surroundsound & Laptop)
- CAE og Carl Fredrik Reuterswärd